# جون براغ
جون براغ هو شخصية أعمال كندي، ولد في 3 مايو 1940 في Springhill, Nova Scotia ‏ في كندا.